# Giro della Toscana 2021
Il Giro della Toscana - Memorial Alfredo Martini 2021, novantatreesima edizione della corsa, valevole come evento dell'UCI Europe Tour 2021 e decimo della Ciclismo Cup 2021 categoria 1.1, si svolse il 15 settembre 2021 su un percorso di 191,6 km, con partenza e arrivo a Pontedera, in Italia. La vittoria fu appannaggio del danese Michael Valgren, che ha concluso la gara in 4h33'37", alla media di 42,015 km/h, precedendo gli italiani Alessandro De Marchi e Diego Ulissi.
Sul traguardo di Pontedera 61 ciclisti, su 126 partiti dalla medesima località, portarono a termine la competizione.

## Squadre e corridori partecipanti
| N.    | Cod. | Squadra                     |
| ----- | ---- | --------------------------- |
| 2-8   | UAE  | UAE Team Emirates           |
| 11-17 | ITA  | Italia                      |
| 21-27 | AST  | Astana-Premier Tech         |
| 31-37 | TBV  | Bahrain Victorious          |
| 41-47 | EFN  | EF Education-Nippo          |
| 51-57 | IWG  | Intermarché-Wanty-Gobert    |
| 61-67 | MOV  | Movistar Team               |
| 71-77 | IGD  | Ineos Grenadiers            |
| 81-87 | ANS  | Androni Giocattoli-Sidermec |

| N.      | Cod. | Squadra                  |
| ------- | ---- | ------------------------ |
| 91-97   | BFC  | Bardiani-CSF-Faizanè     |
| 101-107 | EOK  | Eolo-Kometa Cycling Team |
| 111-117 | EUS  | Euskaltel-Euskadi        |
| 121-127 | GAZ  | Gazprom-RusVelo          |
| 131-137 | TEN  | TotalEnergies            |
| 141-147 | THR  | Vini Zabù                |
| 151-157 | BBH  | Burgos-BH                |
| 161-167 | AZT  | D'Amico UM Tools         |
| 171-177 | MGK  | MG.K Vis VPM             |

## Ordine d'arrivo (Top 10)
| Pos. | Corridore            | Squadra     | Tempo    |
| ---- | -------------------- | ----------- | -------- |
| 1    | Michael Valgren      | EF          | 4h33'37" |
| 2    | Alessandro De Marchi | Italia      | a 1'13"  |
| 3    | Diego Ulissi         | UAE         | a 1'18"  |
| 4    | Lorenzo Rota         | Intermarché | s.t.     |
| 5    | Davide Villella      | Movistar    | s.t.     |
| 6    | Marco Canola         | Gazprom     | s.t.     |
| 7    | Sergej Černeckij     | Gazprom     | s.t.     |
| 8    | Gianni Moscon        | Ineos       | s.t.     |
| 9    | Sergio Higuita       | EF          | s.t.     |
| 10   | Samuele Battistella  | Astana      | s.t.     |